# 辣椒

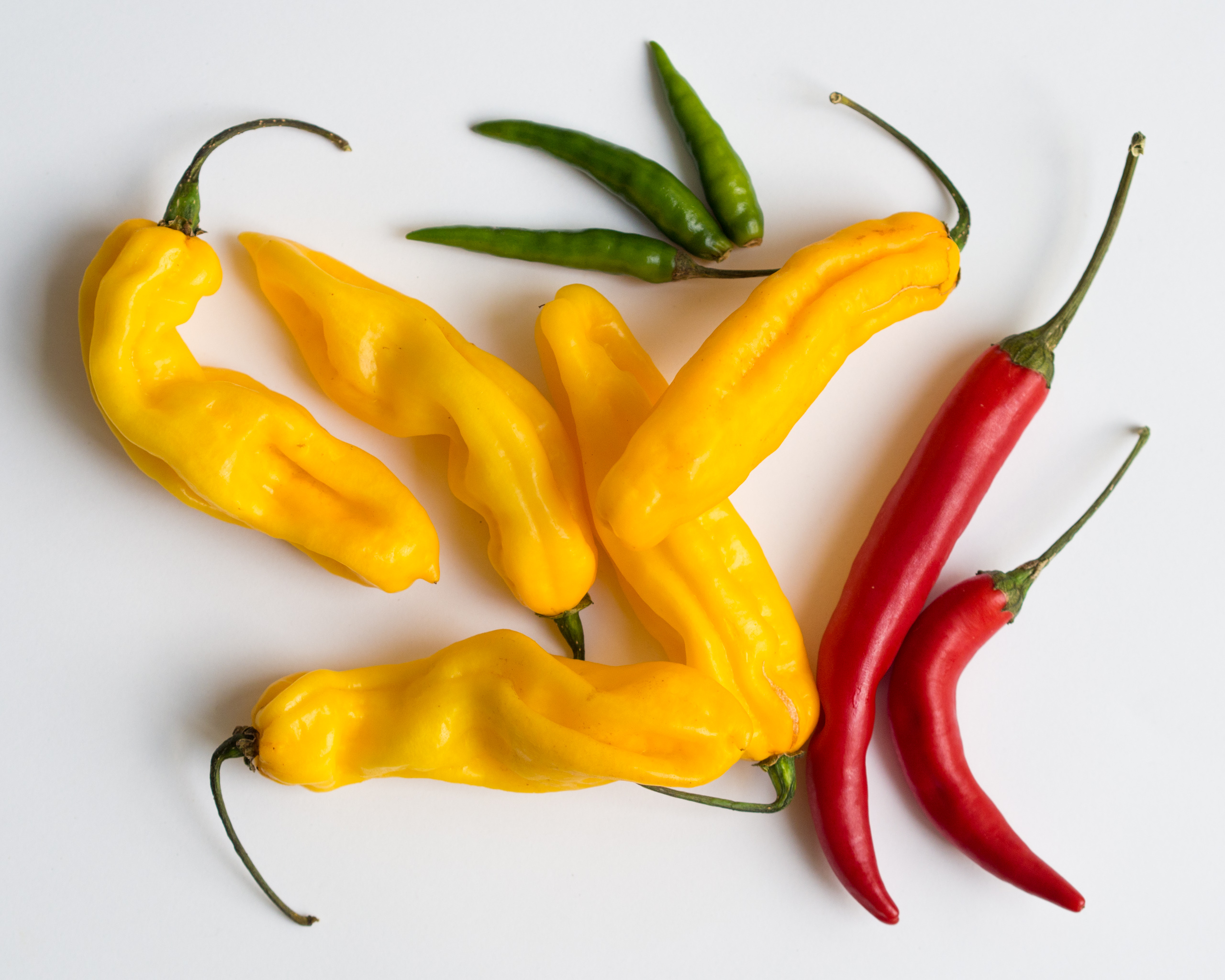
綠椒、黃椒及紅椒

辣椒，又叫牛角椒、长辣椒、薟椒仔（台語）、薟椒（潮汕話）、辛椒、番椒、番薑、番仔薑（台語）、海椒、辣子、辣角、胡椒、秦椒、辣皮子（新疆）等，是一种椒科辣椒屬植物果實的泛称。其中最常见的一年生辣椒（C. annuum）拥有许多人工栽培品种及变种，如菜椒（C. a. var. grossum）和朝天椒（C. a. var. conoides）等等。
辣椒起源於美洲。在哥倫布大交換之後，辣椒開始遍佈全球，可作食用和藥用。在16世紀葡萄牙人航海時，辣椒傳入亞洲。
印度是世界上最大的辣椒生產國、使用國及出口國，南印度的貢土爾地區佔了印度30%的產量，而安得拉邦佔了75%的印度辣椒出口。

## 物种及栽培品种
根据形态学和细胞学研究结果，已确定辣椒属有5个种被人工驯化栽培：
- 一年生辣椒（Capsicum annuum）
  - 包括长椒（var. longum）、灯笼椒（var. grossum）、圆锥椒（英语：Cone pepper）（var. conoides，包括栽培种朝天椒）、樱桃椒（var. cerasiforme）和簇生椒（var. fasciculatum）等变种。有常见的栽培种墨西哥辣椒、香蕉辣椒（英语：Banana pepper）、卡宴辣椒；
- 灌木状辣椒（Capsicum frutescens），即小米辣，包括塔巴斯科辣椒（英语：Tabasco pepper）；
- 中华辣椒（Capsicum Chinense），即黄灯笼辣椒；
- 浆果辣椒（Capsicum Baccatum）；
- 茸毛辣椒（Capsicum Pubescens），即紫花椒

## 辣度

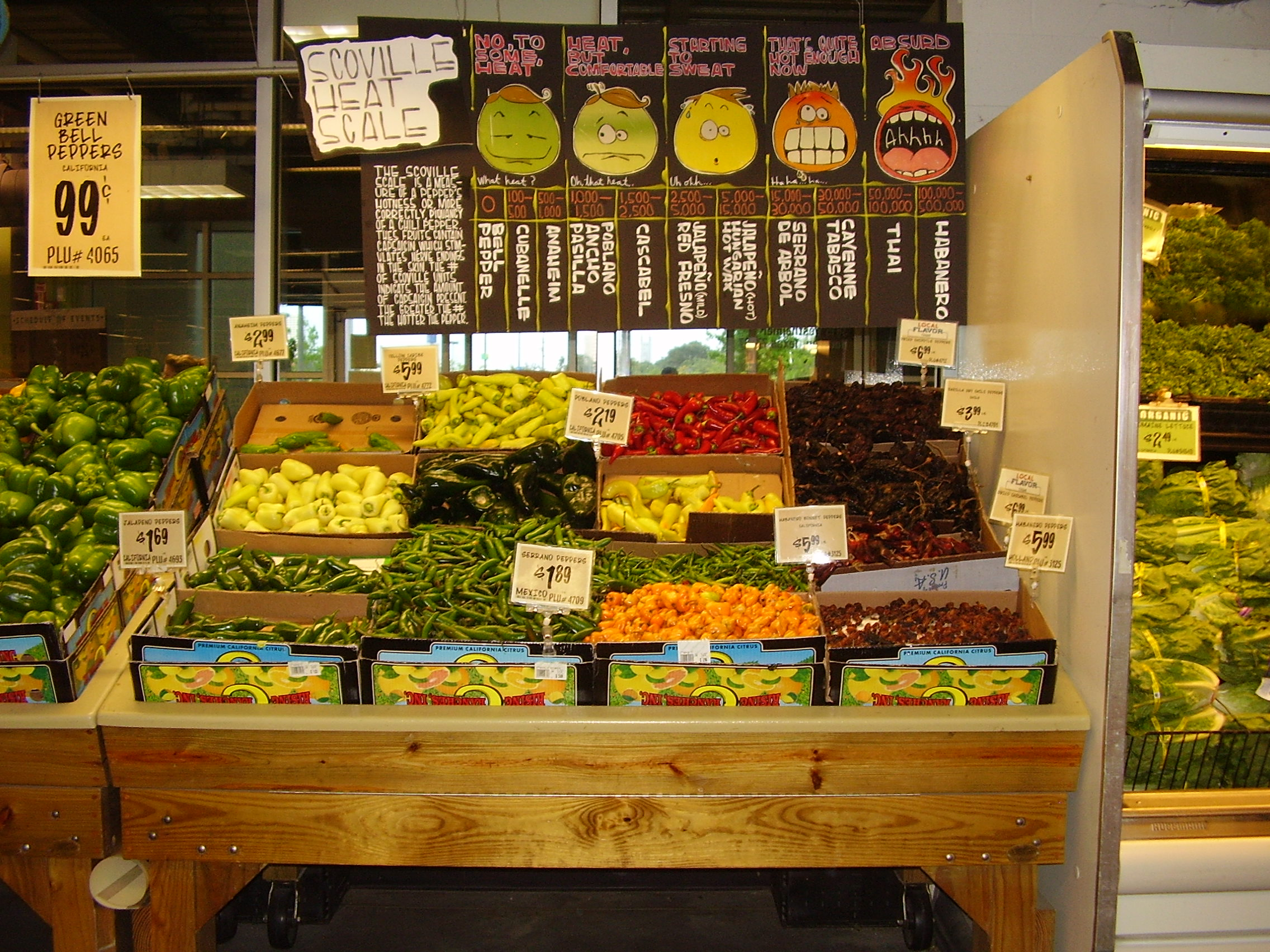
辣度

為現今飲食界所廣泛使用的辣度量度指標基本上只有一種，就是史高維爾指標，其辣度指數所表達的意思，是1份受測試的原料，需要混和多少份清水，才能令實驗者完全嘗不到辣味。例如雞心椒的辣度是90000，就代表1克的雞心椒，需要混和90000毫升的水，嚐起來才會完全沒有辣味。

## 營養價值
紅色辣椒含有大量維生素C（見表），其他物種含有大量維生素A、β-胡蘿蔔素。此外，辣椒是維生素B6的豐富來源（見表）。

## 應用
辣椒可依用途分為直接食用、調味及觀賞用，現在多作為調味料的一種，常見型態有辣椒醬、油潑辣子、泡椒等。許多人日常料理也都會加入生辣椒，不僅讓菜品增色，也能夠更加提味。

## 另見
- 巧克力的演變史
- 飲食禁忌

## 外部連結
- WildChilli.EU All about Wild Chili's / Capsicums / Peppers
- Plant Cultures: Chilli pepper botany, history and uses
- The Chile Pepper Institute of New Mexico State University
- Capsicums: Innovative Uses of an Ancient Crop （页面存档备份，存于）
- Chilli: La especia del Nuevo Mundo (Article from Germán Octavio López Riquelme about biology, nutrition, culture and medical topics. In Spanish)
- The Hot Pepper List （页面存档备份，存于） List of chilli pepper varieties ordered by heat rating in Scoville Heat Units (SHU)